# هنری دوم
هنری دوم (۵ مارس ۱۱۳۳ میلادی - ۶ ژوئیه ۱۱۸۹ میلادی) پادشاه انگلستان بین سال‌های ۱۱۵۴ تا ۱۱۸۹ میلادی بود.
سال ۱۱۳۳ میلادی به دنیا آمد و در سال ۱۱۵۴ میلادی پس از فوت، استفان (استیون) به پادشاهی انگلستان رسید. هنری دوم از طرف پدر و همسرش الینور، دختر دوک آکیتن، اراضی وسیعی چون نورماندی، آنژو، تورن، پواتیه، اوورنی و بریتانی در فرانسه را به دست آورد و با چنین متصرفاتی می‌توانست سیاستی قوی در مقابل لوئی هفتم پادشاه فرانسه اتخاذ کند ولی نتوانست از موقعیت و قدرت خود استفادهٔ کامل بنماید و علاوه بر آن، با روحانیون انگلستان که قدرتی بسزا داشتند و برای خود امتیازاتی قائل بودند، درآویخت و این مبارزات به قتل توماس بکت، کشیش بزرگ کلیسای کانتربری، منجر و در نتیجهٔ آن نارضایتی گسترده عمومی برانگیخته شد. پادشاه فرانسه که موقعیت را مناسب می‌دید، شروع به تحریکات بر ضد هنری دوم کرد و سرانجام سه پسر او، ریچارد، جفری و هنری که متصرفات او در فرانسه را در دست داشتند، بر ضد پدر برانگیخت و ایشان نیز سر به شورش و عصیان برداشتند و هنری دوم برای سرکوبی آنان لشکر کشید و جنگ بین پدر و پسران درگرفت و تا سال ۱۱۸۹ میلادی که هنری درگذشت، ادامه داشت. پس از وی پسرش ریچارد شیردل به جای او نشست.

## لشکرکشی به تولوز
هنری تابستان سال ۱۱۵۹ میلادی مدعی کنت‌نشین تولوز در جنوب فرانسه شد. او پیش از این از نزدیک به نیمی از فرانسه، دوک‌نشین‌ها و کنت‌نشین‌هایی از نرماندی در شمال تا پرینه در جنوب، را با ارث بردن از والدینش یا از طریق هسرش الینور تحت سلطه خود داشت. ادعای هنری بر تولوز نیز از ارث‌خواهی همسرش ناشی می‌شد. لوئی هفتم، پادشاه فرانسه تمایلی بر گسترش قلمروی هنری در این سرزمین نداشت اما با توجه به این که خود تنها بر منطقه پاریس تسلط مستقیم داشت، نمی‌توانست از منظر نظامی در برابر هنری بایستد. هنری با سپاهی بزرگ، متشکل از بیشتر بارون‌های قدرتمند اراضی انگلستان و فرانسه تحت سلطه او و حتی مالکوم چهارم، پادشاه اسکاتلند، به تولوز یورش برد. به هر صورت لوئی هفتم که نمی‌توانست اجازه دهد هنری بر اراضی بیشتری مسلط گردد، به یاری ریموند پنجم، کنت تولوز و شوهر خواهر خود رفت. او به همراه گروه کوچکی از همراهان، خود را پیش از هنری به تولوز رساند و دفاع آن را سازمان داد. به نظر می‌رسد هنری می‌توانست با نیروهای خود در نهایت بر مدافعان فائق آید. با این حال لوئی ارباب فئودالی هنری در فرانسه به حساب می‌آمد و او در این رابطه نسبت به پادشاه فرانسه سوگند وفاداری خورده بود. بدین ترتیب هنری که قصد نداشت ارزش‌های فئودالی را زیر سؤال ببرد و یک پیمان‌شکن نام بگیرد، از حمله به تولوز صرف نظر و پس از غارت نواحی اطراف، عقب‌نشینی کرد. به هر صورت همین ارزش‌ها و قواعد فئودالی بود که چنان اراضی وسیعی را در فرانسه در اختیار او قرار داده و سپاهی بزرگ از حاکمان محلی برایش فراهم آورده بود.

## جنگ صلیبی سوم
پس از شکست فاجعه‌بار جنگ صلیبی دوم، هنری دوم از سال ۱۱۶۶ میلادی درگیر مسئله جنگ صلیبی دیگری بود. او پیشنهاد جمع‌آوری پنج ساله دو پنی مالیات برای یاری‌رسانی به قوای صلیبی را مطرح ساخت. هنری دو بار در سال‌های ۱۱۷۰ و ۱۱۷۲ میلادی وعده داد شخصاً راهی جنگ صلیبی در اسپانیا یا اراضی مقدس شود. با محقق نشدن این وعده‌ها، این بار وعده تأمین مالی بیشتر را داد. با این حال هنری سال ۱۱۸۵ میلادی تقاضای هراکلیوس، اسقف اعظم اورشلیم برای دخالت شخصی در جنگ صلیبی بعدی را رد کرد. به هر صورت در نهایت ماه ژانویه سال ۱۱۸۸ میلادی پس از دیدار با جوسیوس، اسقف‌اعظم صور، هنری پذیرفت نیروی زیادی بدین منظور گردآوری کند و خود صلیب برگیرد. او ۱۲ هزار پوند برای پشتیبانی از صلیبیون تأمین کرد اما با درگذشت در سال ۱۱۸۹ میلادی خود هیچگاه نتوانست به جنگ صلیبی برود. پسرش ریچارد که بعداً «شیردل» لقب گرفت، با نشستن به جای پدر، نیروهای انگلیسی را در جنگ صلیبی سوم رهبری کرد.

## جانشین
هنری دوم سال ۱۱۷۲ میلادی سعی کرد اراضی وسیع خود را بین پسرانش تقسیم کند. بر این اساس انگلستان، آنژو و نرماندی به هنری، آکیتن به ریچارد و برتانی به جفری می‌رسید و البته چیزی به جان تعلق نمی‌گرفت. هنری و جفری، دو تن از این چهار پسر پیش از پدر از دنیا رفتند. بدین ترتیب تاج و تخت انگلستان در نهایت به ریچارد رسید.

## رسانه
فهرست زیر شامل تولیدات رسانه‌ای است که شخصیت هنری دوم در وجود دارد:
- بکت: ساخته پیتر گلنویل، ۱۹۶۴، با نقش‌آفرینی پیتر اوتول در نقش هنری دوم
- شیر در زمستان: ساخته آنتونی هاروی، ۱۹۶۸، با نقش‌آفرینی پیتر اوتول در نقش هنری دوم
- شیر در زمستان: ساخته جیمز گولدمن، ۲۰۰۳، با نقش‌آفرینی پاتریک استوارت در نقش هنری دوم
- ریچارد شیردل: ساخته استفانو میلا، ۲۰۱۳، با نقش‌آفرینی مالکوم مک‌داول در نقش هنری دوم
- ریچارد شیردل: شورش: ساخته استفانو میلا، ۲۰۱۵، با نقش‌آفرینی درک آلن در نقش هنری دوم